# Flaming Youth
«Flaming Youth» es una canción de la banda estadounidense Kiss, perteneciente al álbum Destroyer de 1976. Fue compuesta por Ace Frehley, Paul Stanley, Gene Simmons y Bob Ezrin.

## Personal
- Paul Stanley - voz, guitarra
- Ace Frehley - guitarra
- Gene Simmons - bajo
- Peter Criss - batería